# Insieme: 1992
Insieme: 1992 è un singolo del cantautore italiano Toto Cutugno, pubblicato nel 1990 dall'etichetta discografica EMI. Con questo brano, Cutugno ha rappresentato l'Italia all'Eurovision Song Contest 1990, portando la nazione alla vittoria.
Il brano, scritto e prodotto dal cantautore, è stato inserito nel disco Gli amori di Cutugno. Ha riscosso successo soprattutto fuori dai confini italiani, scalando le classifiche di Austria, Svizzera, Francia e Paesi Bassi.

## Tracce
7" Single (EMI 20 3887 7 (EMI) [de, it] / EAN 5099920388775)
1. Insieme: 1992 - 4:00
2. Insieme: 1992 (Instrumental) - 4:00

## Classifiche

### Classifiche settimanali
| Classifiche (1990) | Posizione massima |
| ------------------ | ----------------- |
| Austria            | 3                 |
| Belgio (Fiandre)   | 8                 |
| Francia            | 9                 |
| Germania           | 13                |
| Italia             | 12                |
| Paesi Bassi        | 15                |
| Portogallo         | 2                 |
| Svizzera           | 2                 |

### Classifiche di fine anno
| Classifiche (1990) | Posizione |
| ------------------ | --------- |
| Austria            | 14        |
| Belgio (Fiandre)   | 84        |
| Europa             | 44        |
| Germania           | 58        |
| Svizzera           | 14        |